# Tanutamon
Tanutamon var en farao av Egyptens tjugofemte dynasti.
Han regerade under 600-talet f.Kr.